# Kelly Reilly
Pour les articles homonymes, voir Reilly (homonymie).
Kelly Reilly (prononcé en anglais : /ˈɹaɪli/), née le 18 juillet 1977 à Chessington, dans le Grand Londres, (Angleterre, au Royaume-Uni), est une actrice britannique.

## Biographie

### Jeunesse, enfance & débuts
Jessica Kelly Siobhán Reilly naît le 18 juillet 1977 à Chessington, dans le Grand Londres (Angleterre, au Royaume-Uni).

### Carrière

#### Années 1990: débuts
De 1995 jusqu'en 2000, elle apprend le métier de comédienne sur les scènes londoniennes et à la télévision britannique et joue dans de nombreuses pièces de théâtre à Londres.
En 2000, elle tient un petit rôle dans le film Maybe Baby ou Comment les Anglais se reproduisent de Ben Elton.
En 2002, elle se fait connaitre en France grâce au film L'Auberge espagnole de Cédric Klapisch, dans lequel elle joue une étudiante anglaise (Wendy) qui, durant une année  d'études à Barcelone, cohabite dans un appartement avec une poignée d'autres étudiants venus de toute l’Europe grâce au programme Erasmus. Elle partage l'affiche de ce film avec Romain Duris, Cécile de France et Audrey Tautou.

#### Années 2000: révélation critique
En 2004, elle est nommée aux Laurence Olivier Awards, équivalent britannique des Molières français, pour sa prestation théâtrale dans la pièce After Miss Julie. Kelly Reilly joue souvent au théâtre. Elle joue aux côtés de Johnny Depp et de John Malkovich dans le film Rochester, le dernier des libertins de Laurence Dunmore.
En 2005, elle retrouve le personnage de Wendy dans la suite de L'Auberge espagnole, Les Poupées russes, de Cédric Klapisch. Son rôle y est plus central que dans L'Auberge espagnole. Ce film, produit à la suite du succès remporté par le premier, amène tous les personnages à se retrouver quelques années après leurs études. Sa prestation lui vaut une nomination au César de la meilleure actrice dans un second rôle, mais c'est Cécile de France, avec qui elle partage l’affiche du film, qui lui est préférée.
Dans le film Madame Henderson présente, de Stephen Frears, sorti en 2005, elle interprète le rôle de Maureen, une ravissante pin-up de music-hall de charme. Sa prestation lui vaut en Angleterre un Empire Award et un London Critics Circle Film Awards de la meilleure nouvelle venue, et aux États-Unis un prix collectif de la part du National Board of Review.
Toujours en 2005 sort Orgueil et Préjugés de Joe Wright, adaptation cinématographique du roman de Jane Austen. Elle y interprète le rôle de Caroline Bingley, sœur du très convoité Mr Bingley (Simon Woods), aux côtés de Keira Knightley, Carey Mulligan, Rosamund Pike, Jena Malone et Donald Sutherland.
En 2009, elle fait ses débuts dans une production hollywoodienne.

#### Années 2010: débuts à Hollywood
Elle se voit en effet confier le rôle de Mary Watson dans le blockbuster  Sherlock Holmes, réalisé par le britannique Guy Ritchie, et mené par Robert Downey Jr. et Jude Law. Elle sera également présente dans la suite, Sherlock Holmes : Jeu d'ombres, sortie en 2011.
En 2012, elle enchaîne avec un autre projet ambitieux, le thriller psychologique Flight de Robert Zemeckis. Le film, sorti fin 2012 aux États-Unis, lui permet de donner la réplique à la star Denzel Washington. Sa prestation lui vaut un Spotlight Award de la part des Hollywood Film Awards. Cette même année, s'achève sur la chaîne britannique ITV la série policière Insoupçonnable, dans laquelle elle incarnait le lieutenant Anna Travis depuis 2009.
En 2013, elle revient au cinéma français pour Casse-tête chinois, qui conclut la trilogie amorcée par L'Auberge espagnole et poursuivie par Les Poupées russes. Le scénariste/réalisateur Cédric Klapisch localise cette fois l'essentiel de l'action à New-York, où le personnage de Wendy a décidé de s'installer. La même année, elle joue aux côtés de Sam Rockwell dans le thriller A Single Shot, coproduction anglo-américaine.
En 2014, elle interprète le premier rôle féminin du drame américain Et si le ciel existait ? de Randall Wallace, avec Greg Kinnear et Thomas Haden Church, puis est à l'affiche de l'acclamé drame anglo-irlandais Calvary, de John Michael McDonagh, avec Brendan Gleeson dans le rôle principal. La même année, elle est la star de la série dramatique Black Box, sur la chaîne ABC. Mais la fiction s'arrête au terme d'une unique saison de 13 épisodes, faute d'audiences.
Début 2015, elle fait partie de la distribution régulière de la deuxième saison de la série anthologique True Detective, sur la chaîne HBO. L'autre rôle féminin principal de la série est détenu par Rachel McAdams, sa partenaire de Sherlock Holmes.
En 2016, elle fait partie du casting international réuni autour d'Idris Elba pour le polar Bastille Day. Mais elle reste fidèle à la télévision : en 2018, elle tient le rôle principal de la mini-série historique anglaise Britannia, puis elle donne la réplique à Kevin Costner, tête d'affiche de la série western Yellowstone, co-créé par Taylor Sheridan.
Elle tourne deux films : elle partage l'affiche du film-concept Outfall (2018) avec Luke Evans, puis incarne l'héroïne du film d'horreur Eli (2019).

### Vie privée
En décembre 2008, Kelly Reilly annonce dans le Sunday Times être fiancée avec l'acteur Jonah Lotan.
En 2012, elle épouse le New-Yorkais Kyle Baugher et s'installe à Manhattan.

## Théâtre
- 2008 : Othello de William Shakespeare au Donmar Warehouse

## Filmographie

### Cinéma
- 2000 : Maybe Baby ou Comment les Anglais se reproduisent (Maybe Baby) de Ben Elton : Nimnh
- 2000 : Peaches de Nick Grosso : Cherry
- 2001 : Starched de Cath Le Couteur (court métrage) : la jeune fille
- 2001 : Last Orders de Fred Schepisi : Amy enfant
- 2002 : L'Auberge espagnole de Cédric Klapisch : Wendy
- 2003 : Dead Bodies (en) de Robert Quinn : Viv
- 2004 : Rochester, le dernier des libertins (The Libertine) de Laurence Dunmore : Jane
- 2005 : Les Poupées russes de Cédric Klapisch : Wendy
- 2005 : Orgueil et Préjugés (Pride & Prejudice) de Joe Wright : Caroline Bingley
- 2005 : Madame Henderson présente (Mrs. Henderson Presents) de Stephen Frears : Maureen
- 2007 : Puffball de Nicolas Roeg : Liffey
- 2008 : Eden Lake de James Watkins : Jenny Greengrass
- 2008 : Orson Welles et Moi (Me and Orson Welles) de Richard Linklater : Muriel Brassler
- 2009 : Sherlock Holmes de Guy Ritchie : Mary Morstan
- 2009 : Eyes of War de Danis Tanović : Diane
- 2010 : Meant to Be de Paul Breuls : Amanda
- 2010 : Ti presento un amico de Carlo Vanzina : Sarah
- 2011 : Sherlock Holmes : Jeu d'ombres (Sherlock Holmes: A Game of Shadows) de Guy Ritchie : Mary Watson
- 2011 : Edwin Boyd de Nathan Morlando : Doreen Boyd
- 2012 : Flight de Robert Zemeckis : Nicole
- 2013 : A Single Shot de David M. Rosenthal : Moira
- 2013 : Casse-tête chinois de Cédric Klapisch : Wendy
- 2014 : Et si le ciel existait ? (Heaven is for Real) de Randall Wallace : Sonja Burpo
- 2014 : Calvary de John Michael McDonagh : Fiona Lavelle
- 2016 : Bastille Day de James Watkins : Karen Dacre
- 2018 : Outfall (10x10) de Suzi Ewing : Cathy
- 2019 : Eli de Ciarán Foy : Rose
- 2021 : Eight for Silver de Sean Ellis : Isabelle Laurent
- 2021 : Les Promesses d'Amanda Sthers : Laura
- 2023 : Mystère à Venise (A Haunting in Venice) de Kenneth Branagh : Rowena Drake
- 2024 : Here de Robert Zemeckis : Rose Young
- 2024 : Little Wing de Dean Israelite : Maddie Mackay

### Télévision
- 1995 : The Biz (série télévisée) : Laura
- 1995 : Prime Suspect (série télévisée), épisodes Inner Circles de Sarah Pia Anderson et The Scent of Darkness de Paul Marcus : Polly Henry
- 1996 : Inspecteur Wexford (Ruth Rendell Mysteries) (série télévisée), deux épisodes : Kimberley
- 1996 : Bramwell (série télévisée), saison 2, épisode 5 de Paul Unwin : Kathleen Le Saux
- 1996 : Poldark (téléfilm) de Richard Laxton : Clowance Poldark
- 1996 : Sharman (série télévisée), épisode 3 A Good Year for the Roses de Matthew Evans : Sophie Bright
- 1997 : Rebecca (téléfilm) de Jim O'Brien (en) : Clarice
- 1997 : Pie in the Sky (série télévisée), saison 5, épisode 6 The Apprentice de Morag Fullarton : Tina
- 1997 : The History of Tom Jones, a Founding (mini-série télévisée) de Metin Hüseyin : Nancy Miller
- 1998 : Children of the New Forest (série télévisée) : Patience Heatherstone
- 1999 : Wonderful You (série télévisée), cinq épisodes : Nancy
- 1999 : Sex'n' Death (téléfilm) de Guy Jenkin : Julie
- 2002 : The Safe House (téléfilm) de Simon Massey : Fiona "Finn" MacKenzie
- 2003 : Hercule Poirot (série télévisée), saison 9, épisode 2 Je ne suis pas coupable (Sad Cypress) de David Moore : Mary Gerrard
- 2006 : A for Andromeda (téléfilm) de John Strickland : Christine Jones / Andromeda
- 2008 : He Kills Coppers (téléfilm) d'Adrian Shergold : Jeannie
- 2009-2012 : Insoupçonnable (Above Suspicion) (série télévisée) : Lieutenant Anna Travis
- 2014 : Black Box (série télévisée) : Catherine Black (rôle principal)
- 2015 : True Detective (série télévisée), saison 2 : Jordan Semyon (rôle principal)
- 2017-2018 : Britannia (série télévisée) : Kerra (rôle principal)
- 2018-2024 : Yellowstone (série télévisée) de Taylor Sheridan : Beth Dutton (rôle principal)
- 2023 : Salade grecque (série télévisée) de Cédric Klapisch : Wendy

## Distinctions

### Récompenses
- Hollywood Film Awards 2012 : Lauréate du Prix Spotlight de la meilleure actrice pour Flight
- EDA Awards 2013 : Plus grande différence d'âge entre l'homme et la femme pour Flight partagée avec Denzel Washington et Nadine Velazquez

### Nominations
- 2021 : Hollywood Critics Association Television Awards de la meilleure actrice dans un second rôle dans une série télévisée dramatique pour Yellowstone
- 2022 : Gold Derby Awards de la meilleure actrice dans une série télévisée dramatique pour Yellowstone
- 2022 : Hollywood Critics Association Television Awards de la meilleure actrice dans une série télévisée dramatique pour Yellowstone
- 2022 : MTV Movie + TV Awards de la meilleure performance féminine dans une série télévisée dramatique pour Yellowstone
- Screen Actors Guild Awards 2022 : Meilleure distribution pour une série dramatique pour Yellowstone partagé avec Kelsey Asbille, Wes Bentley, Ryan Bingham, Gil Birmingham, Ian Bohen, Eden Brolin, Kevin Costner, Hugh Dillon, Luke Grimes, Hassie Harrison, Cole Hauser, Jen Landon, Finn Little, Brecken Merrill, Will Patton, Piper Perabo, Denim Richards, Taylor Sheridan, Forrie J. Smith et Jefferson White.
- Critics' Choice Movie Awards 2023 : Meilleure actrice dans une série télévisée dramatique pour Yellowstone
- 2023 : Critics' Choice Super Awards de la meilleure actrice dans une série télévisée dramatique pour Yellowstone
- 2023 : Hollywood Critics Association Television Awards de la meilleure actrice dans une série télévisée dramatique pour Yellowstone

## Voix francophones
En France, Isabelle Volpé et Natacha Muller sont les voix les plus régulières de Kelly Reilly, l'ayant doublée à cinq et quatre reprises.